# Wapen van Trinidad en Tobago

Wapen van Trinidad en Tobago.

Het wapen van Trinidad en Tobago werd op 9 augustus 1962 door koningin Elizabeth II van het Verenigd Koninkrijk verleend.

## Beschrijving
Het schild is zwart en rood, hetgeen door een witte keper wordt gedeeld. In het bovenste gedeelte dat zwart is, staan twee gouden kolibries afgebeeld, die staan voor de natuur van het eiland. In het onderste rode gedeelte staat een steeldrum, het nationale instrument van Trinidad & Tobago.
Boven op het schild staat een gouden helm met een rood helmdeken. De wrong die op de helm ligt is zilver-rood en daarbovenop staat een palmboom, eveneens een teken voor de natuur. Voor de palmboom staat nog een gouden stuurrad. Dit is de zegel van Tobago en staat voor de centrale rol van de zeevaart voor het eiland.
Aan de rechterzijde (op de afbeelding links) is een rode ibis schildhouder, als teken voor Trinidad. Aan de andere zijde is de schildhouder een Roodbuikchachalaca en staat voor Tobago. Beide vogels zijn endemisch voor het eiland waarvoor ze staan.
Het schild en de vogels staan op een fundament van drie bergen en golven. De drie bergen stonden voor de Spanjaarden als basis voor de naamgeving van Trinidad, hetgeen drie-eenheid betekent.
Onder het fundament staat een gouden band met de tekst: Together we aspire - together we achieve (Samen streven wij - samen bereiken wij).
Antigua en Barbuda · Aruba · Bahama's · Barbados · Belize · Canada · Costa Rica · Cuba · Curaçao · Dominica · Dominicaanse Republiek · El Salvador · Grenada · Guatemala · Haïti · Honduras · Jamaica · Mexico · Nicaragua · Panama · Saint Kitts en Nevis · Saint Lucia · Saint Vincent en de Grenadines · Sint Maarten · Trinidad en Tobago · Verenigde Staten
Afhankelijke gebieden

Amerikaanse Maagdeneilanden · Anguilla · Bermuda · Britse Maagdeneilanden · Groenland · Guadeloupe · Kaaimaneilanden · Martinique · Montserrat · Navassa · Puerto Rico · Saint-Pierre en Miquelon · Turks- en Caicoseilanden